# Alejandro Marque
Alejandro Manuel Marque Porto (A Estrada, 23 oktober 1981) is een Spaans wielrenner die in 2022 reed voor Atum general/Tavira/Maria Nova Hotel.

## Carrière
Hij reed zijn gehele carrière voor Portugese ploegen en was voornamelijk op het Iberisch Schiereiland actief. Hij heeft top 10-noteringen in onder meer de Ronde van de Algarve, Ronde van Alentejo, Trofeo Joaquim Agostinho, Ronde van Asturië en Ronde van Portugal op zijn naam staan.
Na zijn overwinning in de Ronde van Portugal tekende Marque eind augustus 2013 een tweejarig contract bij Movistar Team. Begin december raakte echter bekend dat de Galiciër in de Ronde van Portugal positief had getest op betamethasone. Hij werd niet geschorst, maar zijn contract bij Movistar werd tenietgedaan. 

## Belangrijkste overwinningen
2012
1e etappe Ronde van Asturië
9e etappe Ronde van Portugal
2013
9e etappe Ronde van Portugal
Eindklassement Ronde van Portugal
2018
Eindklassement Ronde van China II

## Ploegen
- 2004 –  Carvalhelhos-Boavista
- 2005 –  Carvalhelhos-Boavista
- 2006 –  Imoholding-Loulé Jardim Hotel
- 2007 –  Madeinox Bric Loulé
- 2008 –  Palmeiras Resort-Tavira
- 2009 –  Palmeiras Resort-Prio
- 2010 –  Palmeiras Resort-Prio
- 2011 –  Onda
- 2012 –  Carmim-Prio
- 2013 –  OFM-Quinta da Lixa
- 2015 –  Efapel
- 2016 –  LA Aluminios-Antarte
- 2017 –  Sporting-Tavira
- 2018 –  Sporting-Tavira
- 2019 –  Sporting-Tavira
- 2020 –  Atum general/Tavira/Maria Nova Hotel
- 2021 –  Atum general/Tavira/Maria Nova Hotel
- 2022 –  Atum general/Tavira/Maria Nova Hotel

Barros · Caldeira · Carvalho · Costa · Fernandes · Fernández · Marque · Matias · Oliveira · Prades · Rosendo · Veloso
Brandão · Figueiredo · González · Grigorev · Livramento · Marque · Nocentini · Pereira · Silvestre · Toffali · Trueba